# Messerschmitt Kabinenroller

Logo

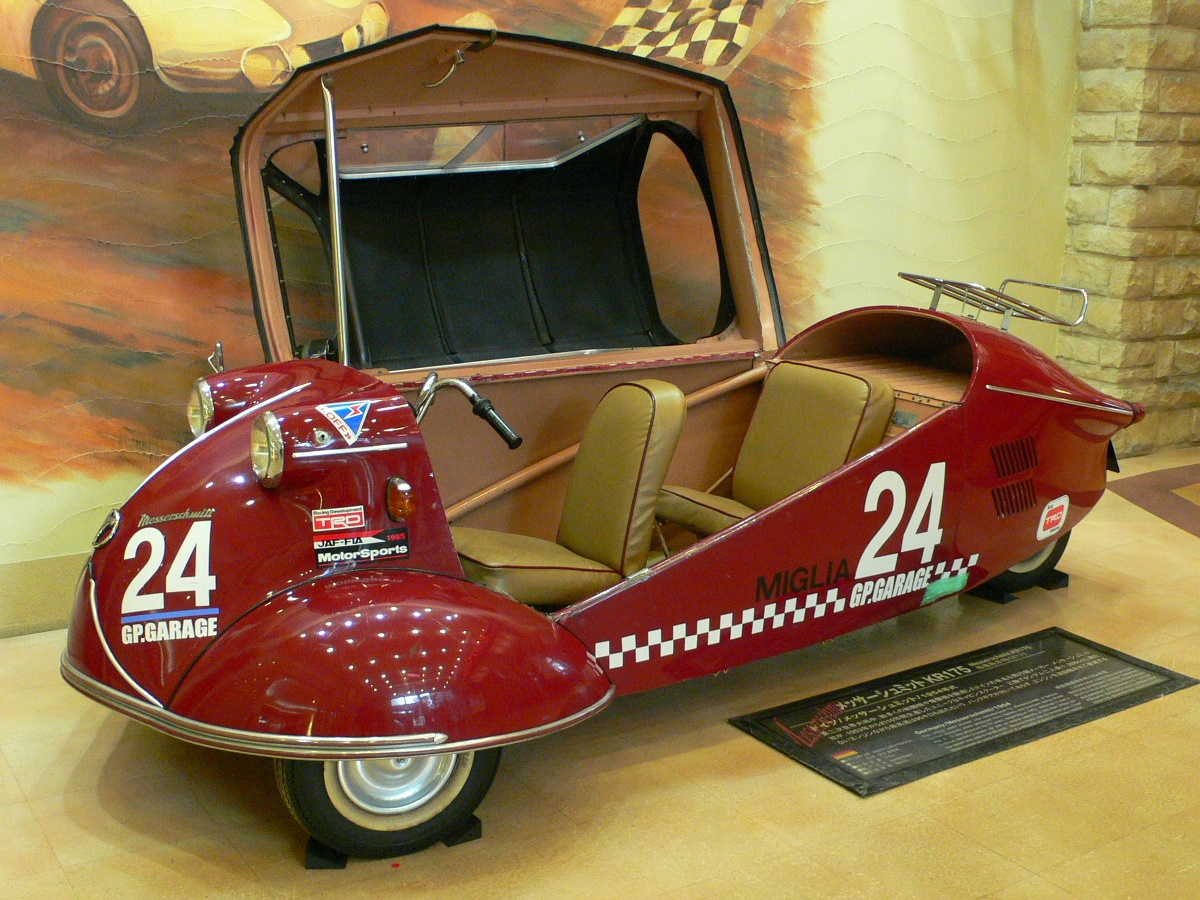
Messerschmitt KR 175

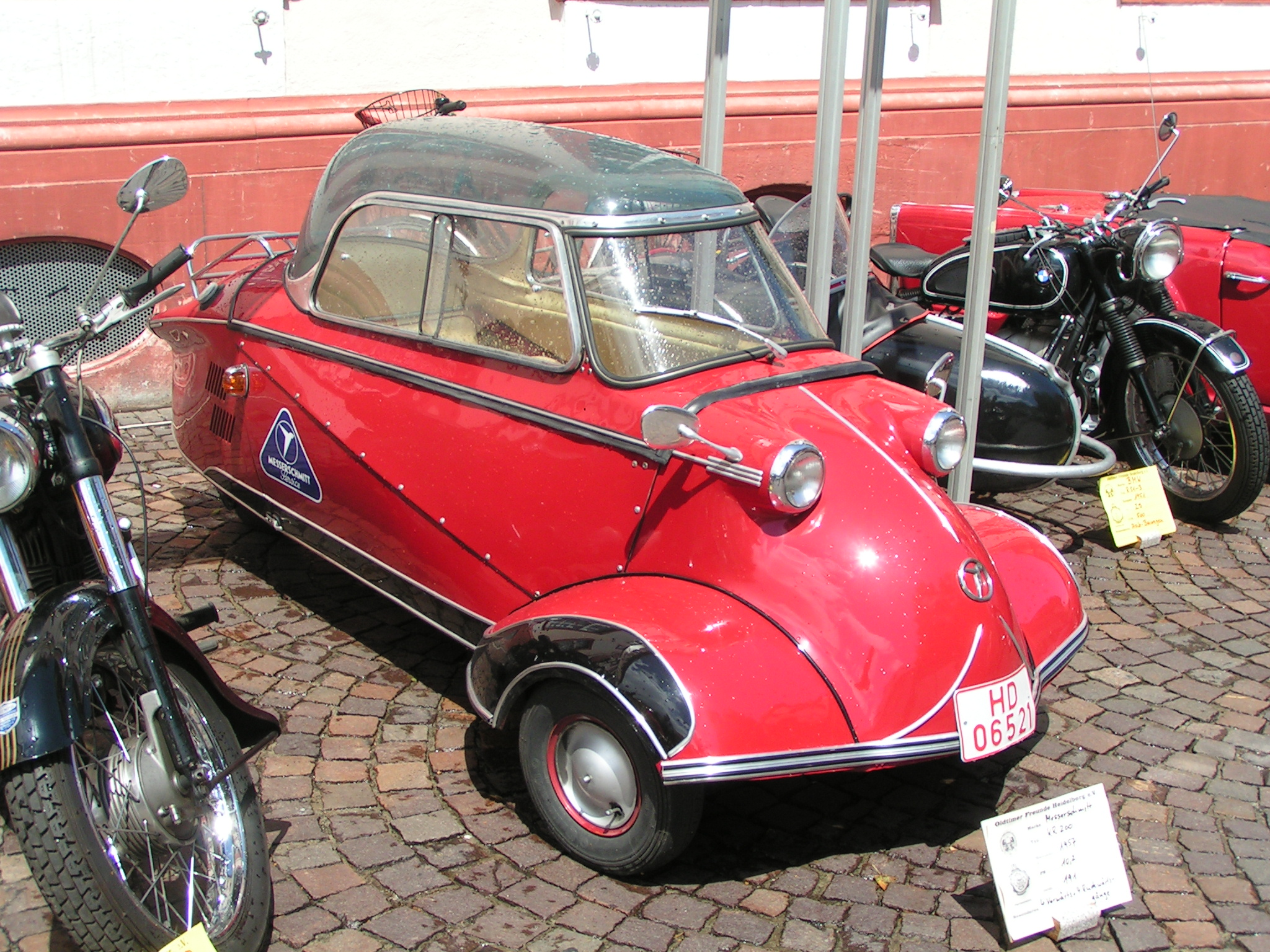
Messerschmitt Kabinenroller KR 200

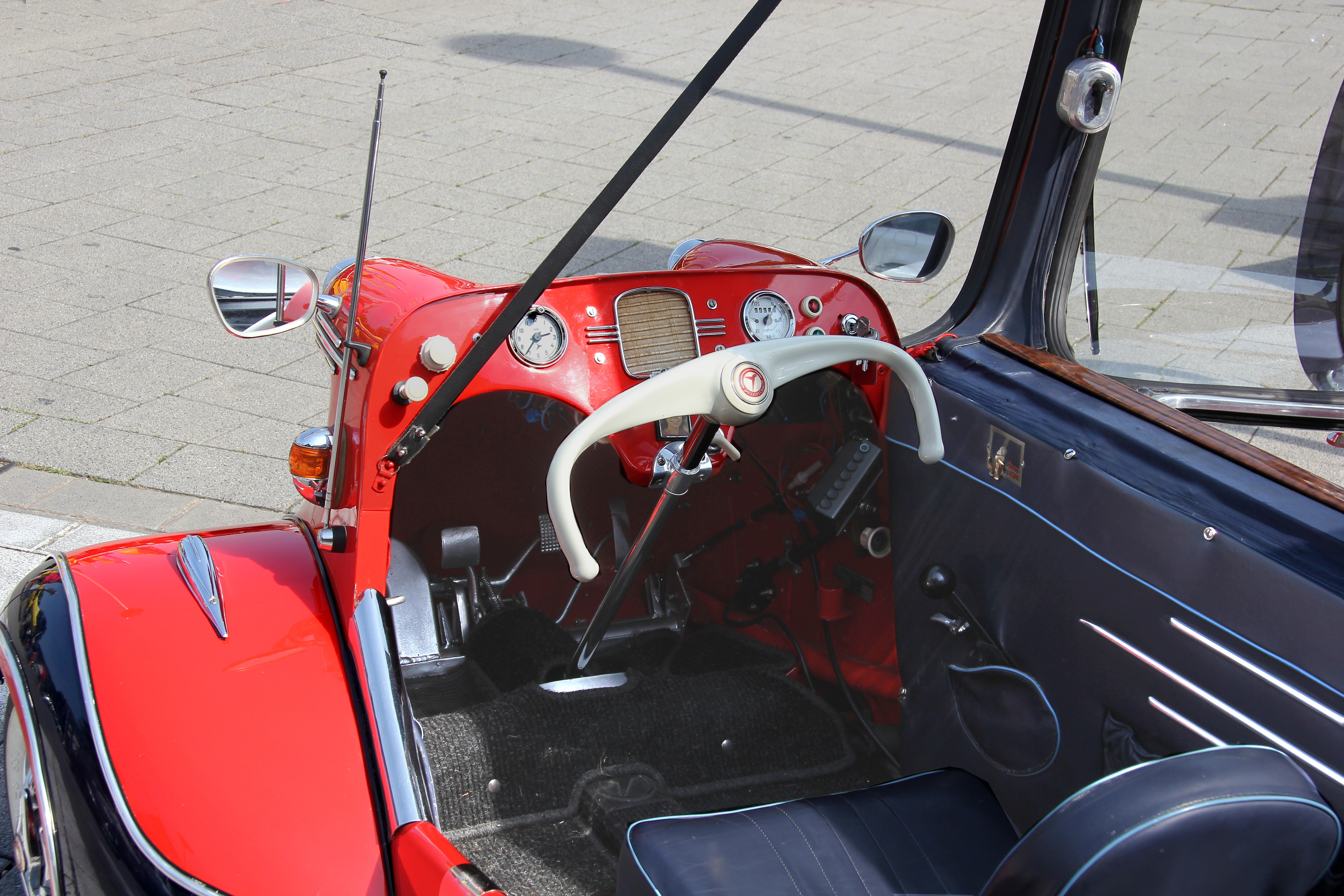
KR 200, Cockpit

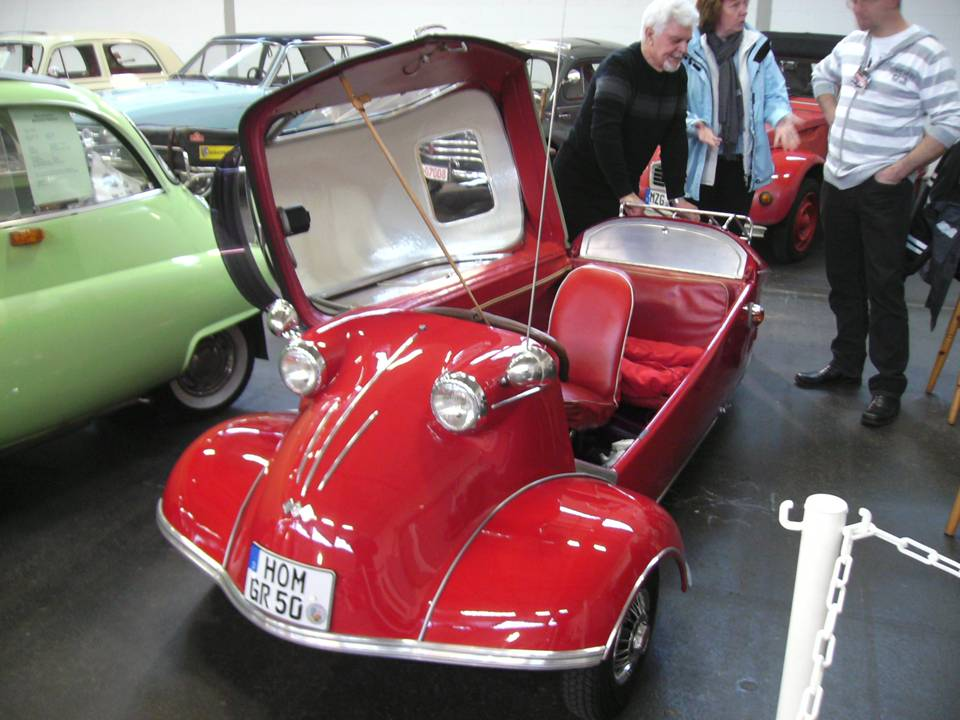
KR 200 mit geöffneter Kuppel

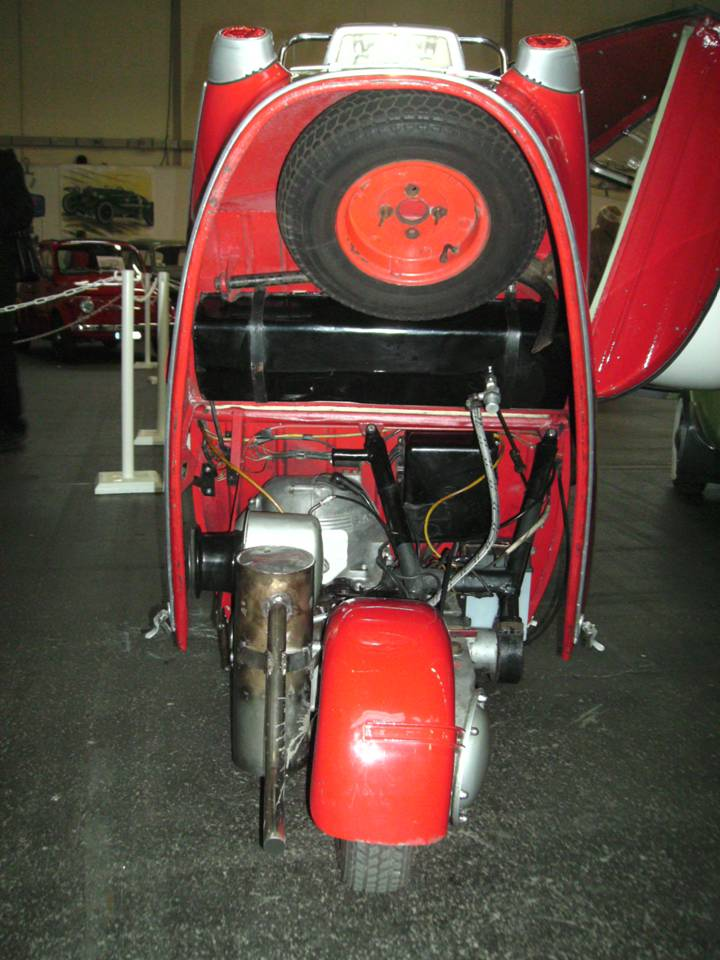
KR 200, Motorraum

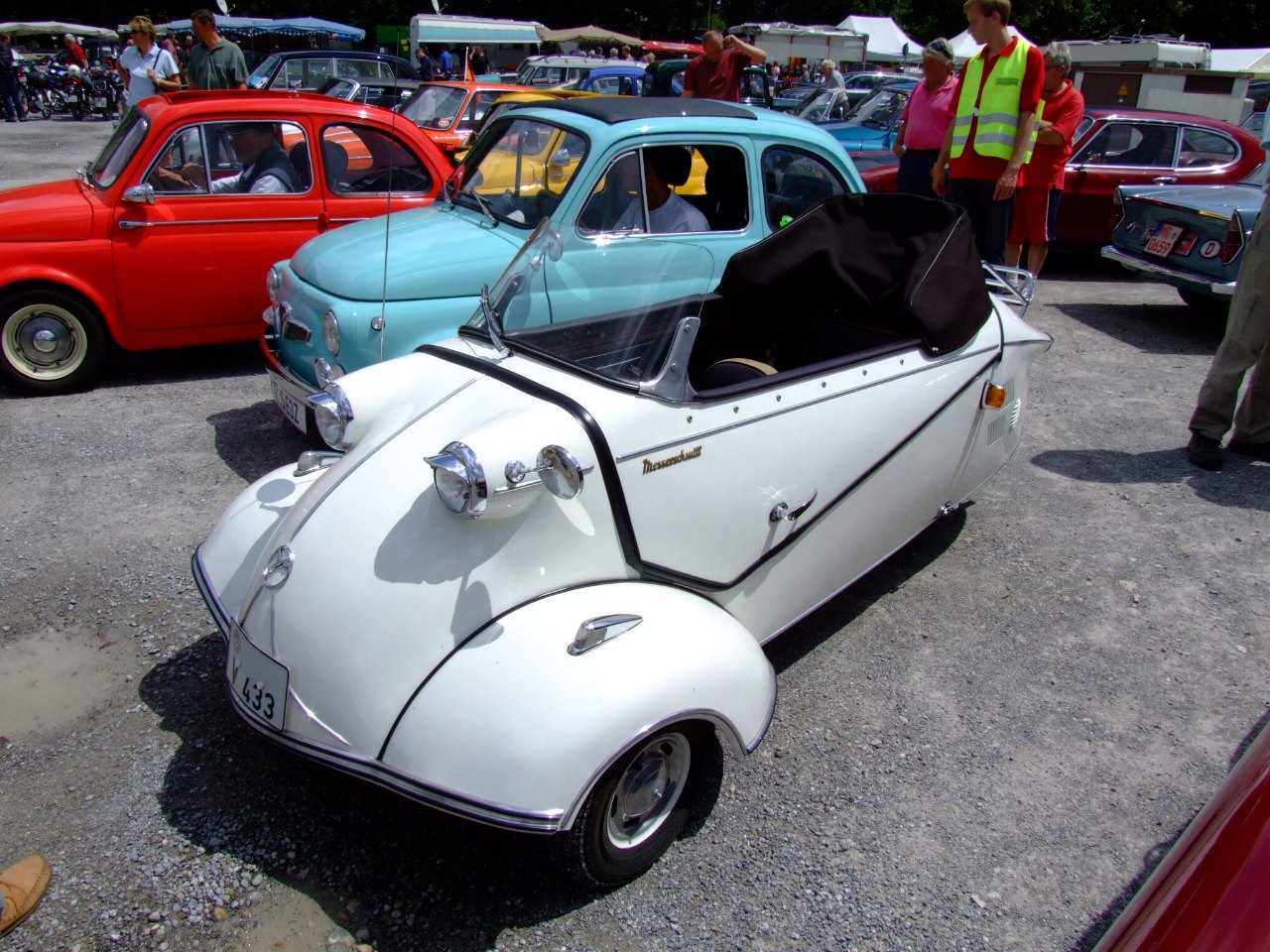
Messerschmitt Roadster

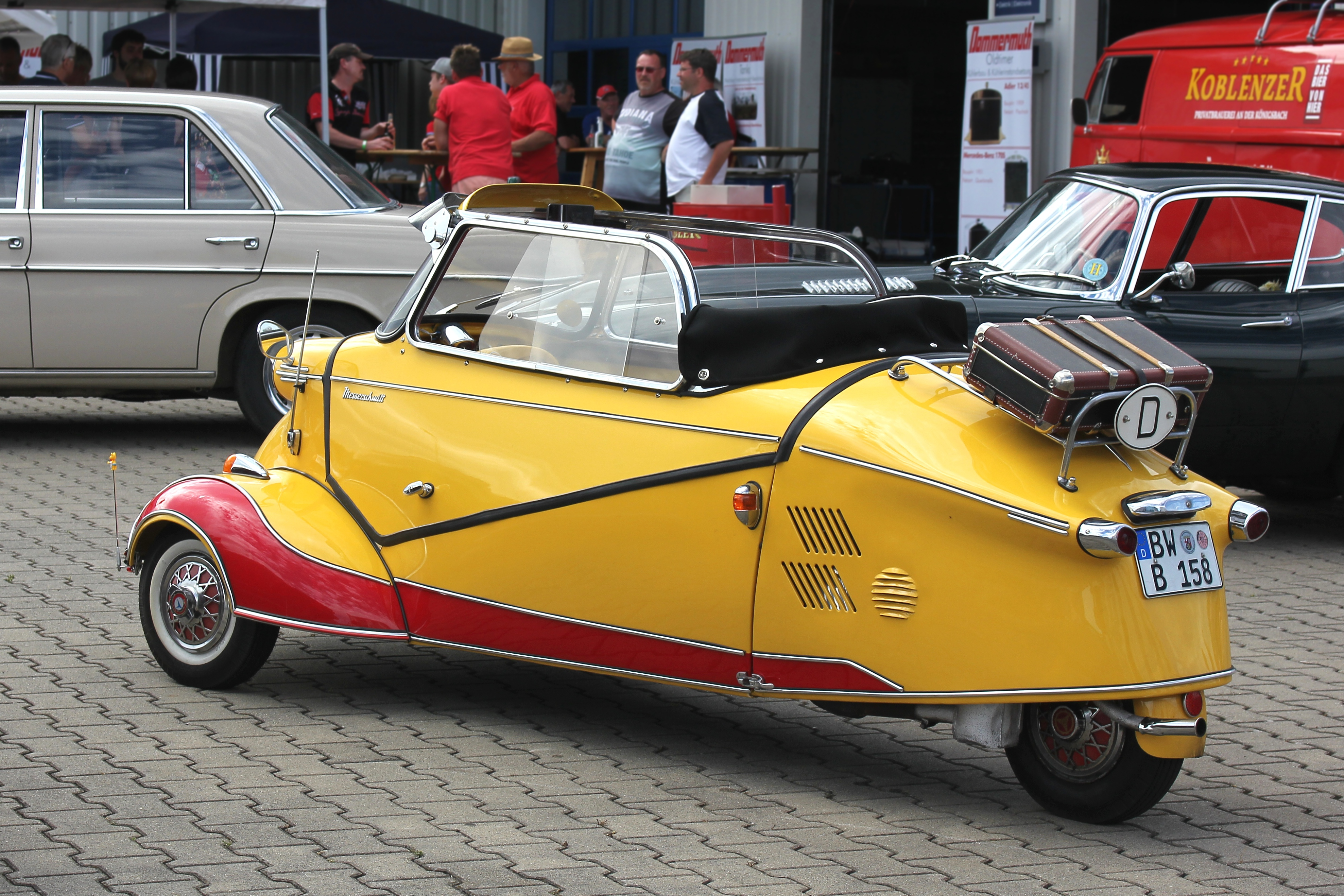
Cabrio-Limousine

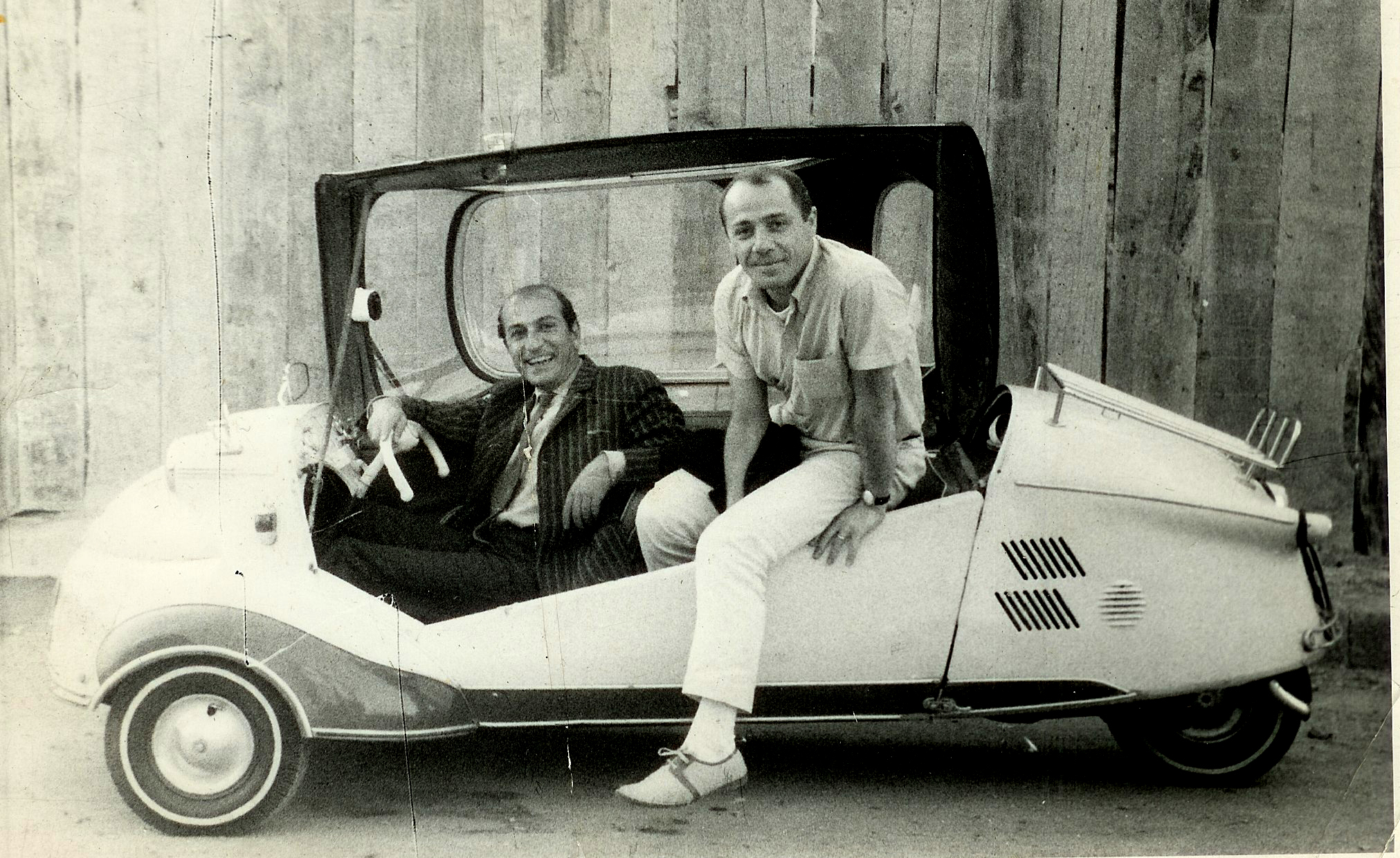
Die beiden türkischen Regisseure Yılmaz Onay und Erol Keskin mit einem Messerschmitt Kabinenroller in der Türkei (1968)

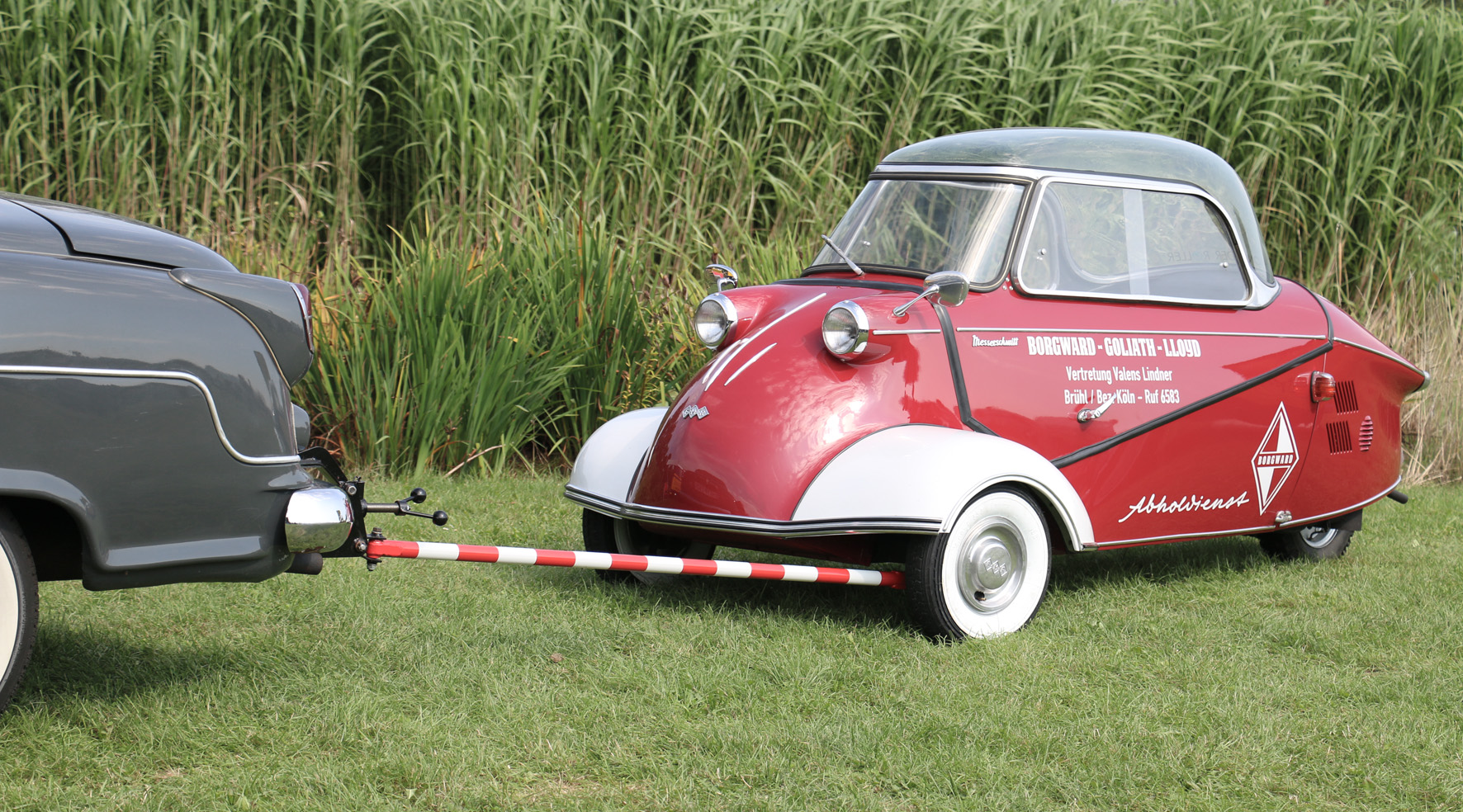
Messerschmitt KR200 Abholfahrzeug (1961), einziges bekanntes erhaltenes Exemplar

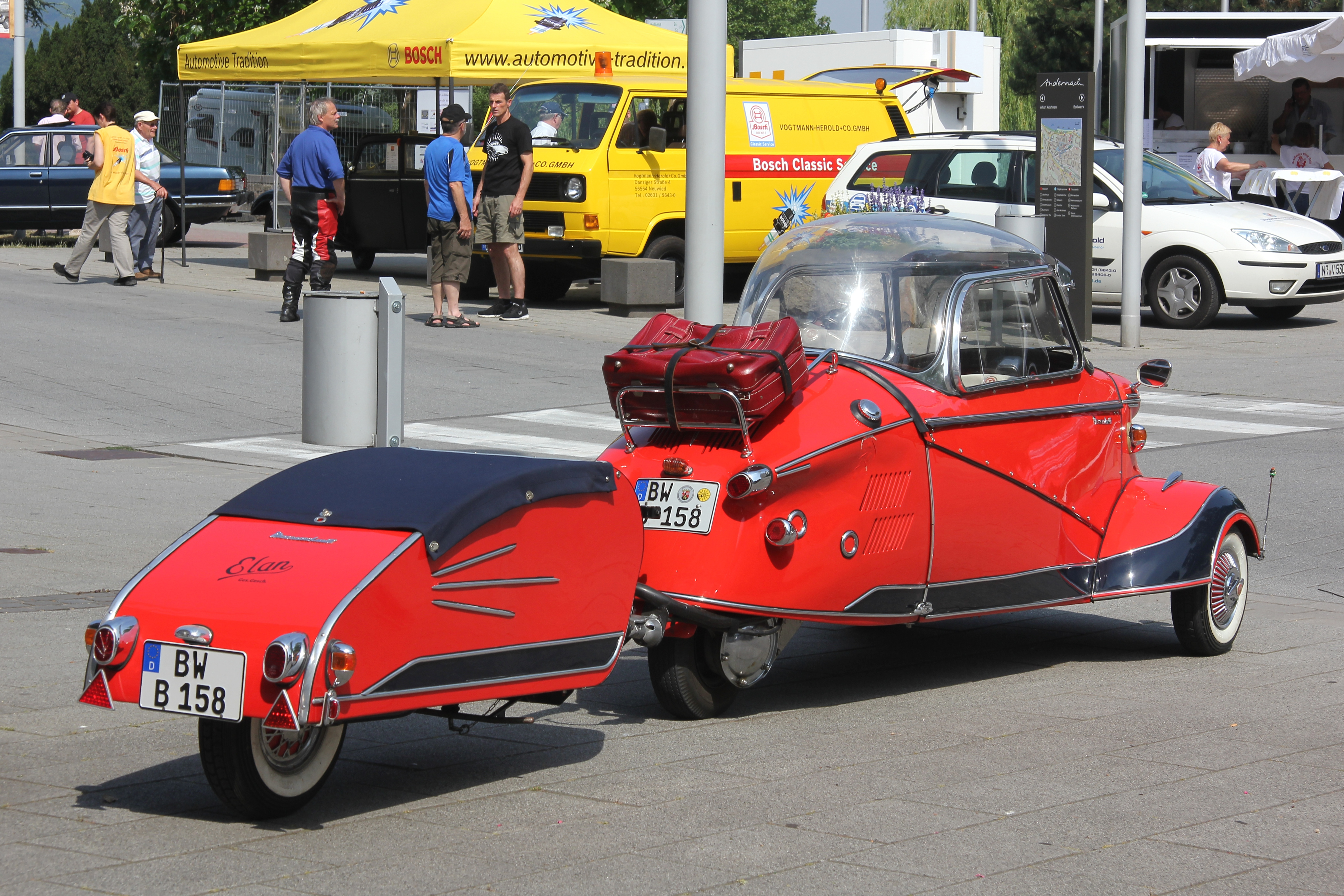
Motorradanhänger von Vögtle & Zeller am KR 200

Der Messerschmitt Kabinenroller ist ein Rollermobil des deutschen Konstrukteurs Fritz Fend. Die ersten Mobile nannten sich Fend Flitzer und wurden in Rosenheim hergestellt, bevor im Januar 1953 die Serienproduktion des KR 175 im Messerschmitt-Werk Regensburg (Regensburger Stahl- und Metallbau) begann.

## Geschichte
Fend hatte seine „Flitzer“ zunächst als Einsitzer mit drei Rädern für Menschen mit Behinderung entwickelt. Die ersten Fahrzeuge von 1948 wurden noch wie ein sogenannter Holländer durch Vor- und Zurückbewegen des Lenkhebels angetrieben, bevor Versuche mit einem 38-cm³-Fahrradhilfsmotor mit einem PS von Victoria begannen. Diesem folgte bald ein Antrieb von Fichtel & Sachs mit 98 cm³ und 2,5 PS, von diesem nun Flitzer 100 genannten Typ wurden von März 1949 bis März 1950 98 Stück gebaut. Danach erfolgte der Einbau eines Riedel-Motors aus dem Imme-Motorrad mit 98 cm³ und 4,5 PS, was dem bis Dezember 1951 in 154 Stück gebauten Fahrzeug zu einer Spitze von 75 km/h verhalf. Die anfänglichen Fahrradräder wurden mit der Motorisierung vorn durch stärker bereifte Schubkarrenräder ersetzt. Erster Käufer eines Fend Flitzers war ein Querschnittgelähmter aus Offenbach. Hersteller der ersten Fahrzeuge war die Fend Kraftfahrzeug GmbH mit Sitz in München.

### Von der Selbstständigkeit zu Messerschmitt
Gute Nachfrage legte es nahe, die Produktion von zunächst zehn Flitzern im Monat zu erweitern, wozu aber das Geld fehlte. Die Gesellschaft wurde aufgelöst und Fend folgte im Januar 1952 dem Rat, sich an die früheren Flugzeugwerke Messerschmitt zu wenden, deren Produktionshallen leerstanden, weil zu dieser Zeit keine Flugzeuge gebaut werden durften. Willy Messerschmitt war jedoch nur bereit, einen Zweisitzer in seinem Werk zu produzieren, woraufhin Mitte 1952 entsprechende Prototypen unter der Bezeichnung FK 150 (Fend-Kabinenroller) mit 150-cm³-Fichtel-&-Sachs-Motor entstanden. Im Frühjahr 1953 wurde der KR 175 auf dem Genfer Auto-Salon vorgestellt.
Der jetzt entstandene Messerschmitt-Kabinenroller hatte drei Räder und zwei hintereinander angeordnete Sitze, sodass ein ungewöhnlich schmaler, aerodynamisch günstiger Fahrzeugkörper gestaltet werden konnte. Die beiden Vorderräder waren lenkbar. Der Motor war im Heck des Fahrzeuges eingebaut und trieb das Hinterrad an. Der Passagierraum war von einer zur Seite schwenkbaren und an eine Flugzeugkanzel erinnernden Plexiglashaube abgedeckt; die Karosseriebauart wurde daher wiederholt als „Plexiglas-Vollsichtcoupé“ bezeichnet. (Die langgestreckte Form des Mobils und die Plexiglashaube führten ferner zu den scherzhaften Bezeichnungen „Schneewittchensarg“ oder „Mensch in Aspik“.) Der Kabinenroller hatte kein Lenkrad, sondern eine Art Motorradlenker mit Drehgasgriff, der ohne Lenkgetriebe über zwei Spurstangen direkt auf die Achsschenkel wirkte. Die Betätigung der Kupplung war zunächst in den Schalthebel integriert. Später bekam er Pedale für Gas, Bremse, Kupplung. Für das Rückwärtsfahren gab es ein Zwischengetriebe, das über einen Hebel an der Lenkstange betätigt wurde.

### Von Messerschmitt zu FMR
In Verbindung mit staatlichen Flugzeugaufträgen musste Willy Messerschmitt Mitte 1956 den Fahrzeugbau aufgeben, obwohl er kurz zuvor erklärt hatte: „Es war von jeher mein fester Entschluss, neben dem Flugzeugbau auch Fahrzeuge zu entwickeln. So ist das Werk Regensburg ausschließlich für den Fahrzeugbau eingerichtet worden und wird auch in Zukunft diesem allein vorbehalten bleiben.“ (Sonderbeilage „Messerschmitt“ zum 8-Uhr-Blatt) Ab dem 15. Januar 1957 wurden die Kabinenroller von der neu gegründeten Fahrzeug- und Maschinenbau Regensburg GmbH (FMR) weiterproduziert. Gesellschafter des Unternehmens waren der Konstrukteur Fritz M. Fend und der Fabrikant Valentin Knott.
Von 1957 bis 1961 wurde neben dem KR 200 auch der vierrädrige „FMR Tg 500“ gefertigt.
Der KR 200 mit seinen vier Varianten KR 200 mit Plexiglashaube, Cabrio-Limousine, Roadster und Sport wurde noch bis 1964 in immer kleineren Stückzahlen weitergebaut. Ab 1958 wurde er auch als Abholfahrzeug für Autohäuser und Werkstätten angeboten. Der Monteur, der einen Wagen zur Reparatur oder Inspektion abholte, fuhr mit dem Kabinenroller zum Kunden, montierte eine Abschleppstange an die Stoßstange des Kundenfahrzeugs sowie an ein Kupplungsstück an der linken Bremsankerplatte des Rollermobils, das durch diese Art der Befestigung gelenkt und führerlos hinterhergezogen werden konnte.
Der Konstrukteur Fritz M. Fend verließ im Januar des Jahres FMR und betrieb in Regensburg ein Konstruktionsbüro, nachdem sein Partner Valentin Knott nach und nach all seine Geschäftsanteile übernommen hatte.
Im Kinofilm Der Willi-Busch-Report des Drehbuchautors und Regisseurs Niklaus Schilling von 1979 spielt ein KR 200 eine wesentliche Rolle; mit ihm rast ein Reporter zu seinen Erlebnissen an der deutsch-deutschen Grenze. Nach dem Fall der Mauer entstand die Fortsetzung Deutschfieber, in der auch der reaktivierte Messerschmitt wieder unterwegs ist, vor allem für Expeditionen in die DDR.

## Messerschmitt KR 175 und KR 200
Der KR 175 (KR steht für Kabinenroller) hatte einen Einzylindermotor mit 173 cm³ Hubraum und 9 PS Leistung von Fichtel & Sachs. Das reichte für eine Höchstgeschwindigkeit von 80 km/h. Der Tagesausstoß lag bei bis zu 80 Fahrzeugen, bei einem Endverkaufspreis von zunächst 2100 DM. Die Produktionszahlen des KR 175 entwickelten sich in den ersten beiden Jahren nach Produktionsbeginn deutlich. Im Jahr 1953 wurden insgesamt 1.609 Fahrzeuge hergestellt, während die Produktion im darauffolgenden Jahr 1954 auf 8.644 Einheiten gesteigert werden konnte.
Anfang 1955 erschien das Nachfolgemodell KR 200 mit 10,2-PS-Motor (191 cm³) und einer Höchstgeschwindigkeit von etwa 90 km/h. Wie ein Automobil verfügte der KR 200 über drei Pedale (Kupplung, Bremse, Gas) und an der rechten Fahrzeuginnenseite befindet sich der Ganghebel mit „sequentieller“ Ratschenschaltung: nach hinten ziehen = herunterschalten, nach vorn drücken = heraufschalten. Der erste Gang liegt hinten. Um rückwärts zu fahren, wird der Zweitaktmotor in umgekehrter Richtung angelassen. Wenn der Zündschlüssel eingesteckt und gedreht wird, dreht der Motor rechtsherum und alle vier Gänge können zum Vorwärtsfahren genutzt werden. Bei Einstecken und gleichzeitigem Drücken sowie Drehen des Zündschlüssels läuft der Motor linksherum. Man kann somit in allen Gängen auch rückwärts fahren, theoretisch also rückwärts so schnell wie vorwärts. Ein mechanischer Rückwärtsgang war gegen Aufpreis lieferbar.
Es gab die Ausführung mit einer Rhenalonhaube, einer durchsichtigen Kunststoffhaube, die rollbar war. Bei schönem Wetter sollte die Haube im Kofferraum über dem Motor verstaut werden und im Bedarfsfall mit wenigen Handgriffen montiert werden. Es stellte sich jedoch innerhalb kürzester Zeit heraus, dass die UV-Bestrahlung und die Wärmeentwicklung im Kofferraum die Haube ihre Elastizität verlieren ließen. Beim Versuch, die Haube zu rollen, riss das Material. In einer Rückrufaktion wurden die Hauben gegen eine Variante aus Plexiglas ausgetauscht. Die bereits gedruckten Prospekte der ersten Variante des KR 200 wurden aber nicht eingestampft, sondern die entsprechenden Bereiche auf der Rückseite geschwärzt. Im September des Jahres 1956 erschien der KR 201 als „Sparversion“ des KR 200, eine Roadstervariante ohne Seitenscheiben und gegen Aufpreis mit einem Scherenverdeck.
Zeitgenössisch war die Innenausstattung mit Schlangenlederimitat erhältlich, verschiedene Teile waren verchromt. Dieser Fahrzeugtyp ist jedoch heute im Original recht selten anzutreffen. 1958 erschien eine Cabriovariante des KR 200. Das Verdeck wurde mit drei Spriegeln gespannt und mit Druckknöpfen am Haubenrahmen befestigt. Man konnte nun im Winter das Fahrzeug mit Plexiglashaube fahren und im Sommer mit geringem Aufwand ein Cabrio nutzen.
Im gleichen Jahr kam das Einstiegsmodell, der KR 200 Sport auf den Markt. Man verzichtete bei dem Fahrzeug auf einen Klappeinstieg sowie eine Frontscheibe aus Glas, sodass das Fahrzeug für einen Preis von 2200 DM angeboten werden konnte. Wie viele dieser Sparversionen tatsächlich verkauft wurden, ist unklar, es dürfte sich aber um die seltenste Variante handeln.
Knapp 12.000 KR 200 wurden 1955 verkauft.

### Technische Daten
| Daten                   | KR 175                      | KR 200                        |
| ----------------------- | --------------------------- | ----------------------------- |
| Motorbauart             | 1-Zylinder-Zweitakt         | 1-Zylinder-Zweitakt           |
| Hubraum                 | 173 cm³                     | 191 cm³                       |
| Leistung                | 9 PS (6,6 kW) bei 5250/min  | 10,2 PS (7,5 kW) bei 5250/min |
| Maße L × B × H          | 2820 mm × 1220 mm × 1200 mm | 2820 mm × 1220 mm × 1200 mm   |
| Radstand                | 2030 mm                     | 2030 mm                       |
| Leergewicht ohne Fahrer | 220 kg                      | 240 kg                        |
| Bauzeit                 | 1953 bis 1955               | 1955 bis 1964                 |
| Preis 1955              | 2470,00 DM                  | 2395,00 DM                    |

### Aus der Bedienungsanleitung
Der Messerschmitt war wohl das einzige Auto mit einer Anleitung zum Einsteigen:

„Einsteigen: Das Ein- und Aussteigen ist beim Kabinenroller etwas anders als Sie es bei anderen Fahrzeugen gewöhnt sind. Vor dem Öffnen der Haube überzeugen Sie sich, ob rechts des Fahrzeugs auch genügend Platz ist. Haube langsam anheben und nach rechts überkippen, bis Lederriemen straff gespannt ist.
Nun, wie folgt Platz nehmen:
- Sitz hochschwenken
- Lenkung leicht nach rechts einschlagen
- Rechten Fuß in Fahrzeugmitte setzen
- Platz nehmen
- Linken Fuß hineinsetzen
- Beide Füße nach vorn setzen

Jetzt erst mit beiden Händen an den schrägen seitlichen Rahmenrohren abstützen und Sitz nach vorne schwenken lassen.“

### Weltrekorde mit dem Messerschmitt KR 200 „Super“

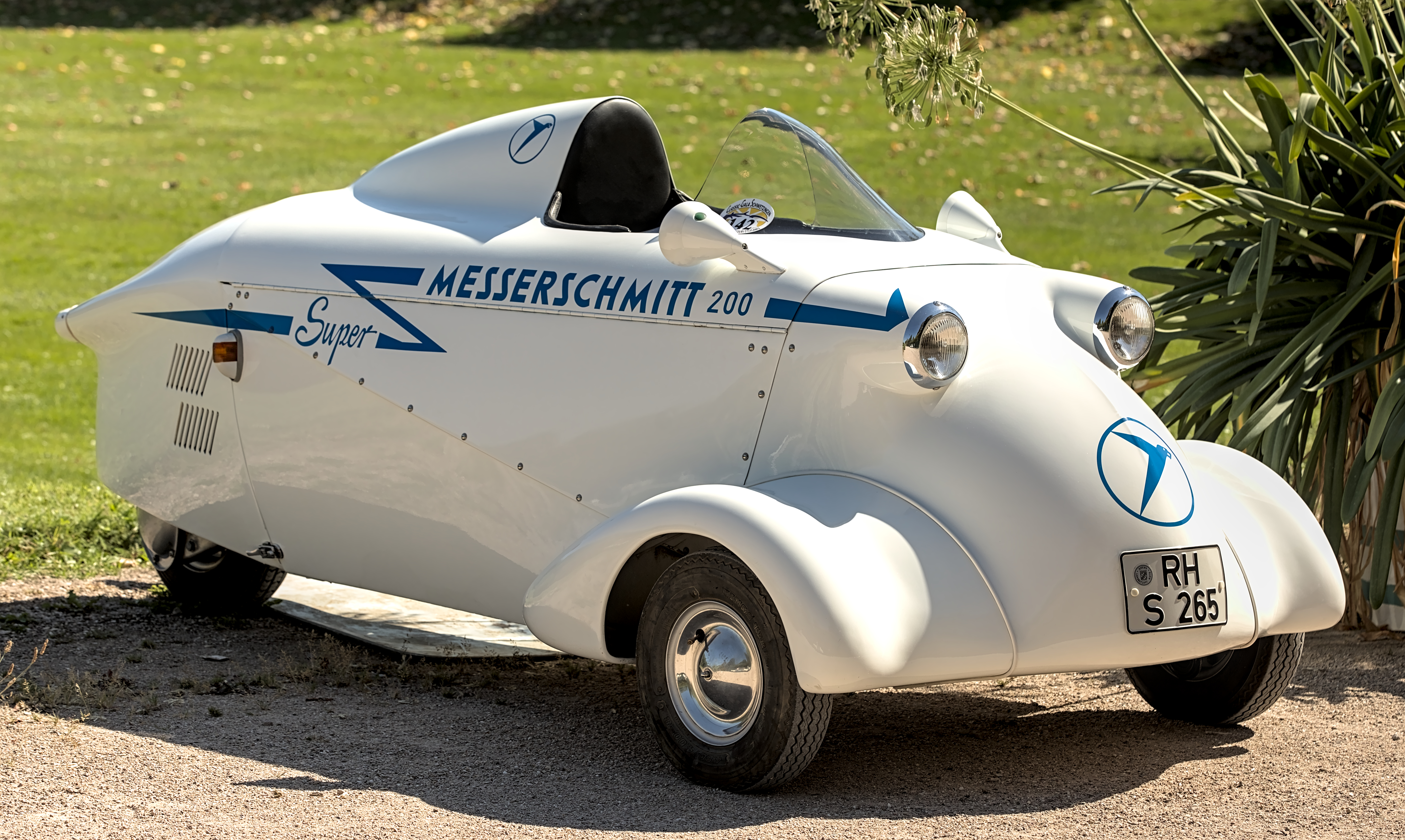
KR 200 Super

Um die Zuverlässigkeit des Kabinenrollers zu beweisen, startete ein Messerschmitt KR 200 am 29. August 1955 auf dem Hockenheimring zu einer Rekordfahrt über 24 Stunden. Das geringfügig modifizierte offene Fahrzeug mit der Bezeichnung „Super“ hatte statt der serienmäßigen Plexiglaskuppel nur eine schmale Cockpitöffnung mit kleiner Windschutzscheibe und hinter dem Fahrer eine sogenannte Kopfrippe, um Luftverwirbelungen zu verringern. Durch höhere Verdichtung und höhere Drehzahl wurde die Leistung des 200-cm³-Motors auf etwa 13 PS angehoben und die drei oberen Getriebegänge waren enger gestuft als in der Serie, sodass im zweiten Gang etwa 80, im dritten 100 und im vierten über 120 km/h erreicht wurden. Die Höchstgeschwindigkeit soll bei 130–140 km/h gelegen haben. Um den Versuch nicht durch Ausfall und Reparatur von Bedienteilen unterbrechen zu müssen, waren die Seilzüge für Gas, Kupplung und Bremse doppelt eingebaut. Außerdem hatte das Fahrzeug einen 30-Liter-Benzintank hinter dem Fahrer und unter dem Sitz zwei Bleiplatten als 60 kg schwerer Ballast, der für den Rekord vorgeschrieben war. Ansonsten entsprach der KR 200 „Super“ weitestgehend der Serie.
Sechs Fahrer wechselten sich während der 24-Stunden-Fahrt ab, unter ihnen der Konstrukteur Fritz Fend und der Journalist H. W. Bönsch sowie H. Rathjens, H. Stumm, K. Eisele und H. Schwind. Sie stellten 25 Rekorde über unterschiedliche Strecken und Zeiten auf und brachen die bis dahin bestehenden Weltrekorde in der 350-cm³-Klasse über 1000 Meilen, über 2000 km und mit einer Durchschnittsgeschwindigkeit von 103 km/h über 24 Stunden. Der Rekord über zwei Stunden wurde mit 108 km/h aufgestellt.

## FMR Tg 500
1957 entstand aus dem KR der vierrädrige „FMR Tg 500“, der als „Tiger“ präsentiert wurde. Dieser Name durfte jedoch nicht verwendet werden, weil verschiedene Tiernamen wie „Tiger“, „Mustang“ usw. für die Lkw-Baureihen von Krupp geschützt waren. Auch der Name „Messerschmitt“ durfte nicht mehr in der Typbezeichnung erscheinen. Daher wurde das Fahrzeug als FMR Tg 500 vertrieben. Trotzdem wurde der Tg 500 allgemein „Tiger“ genannt. 
Als Sportvariante des Kabinenrollers verfügte der Tg 500 über ansprechende Fahrleistungen. Motorisiert mit einem 494 cm³ großen Zweizylinder-Zweitaktmotor von Fichtel & Sachs mit 19,9 PS erreichte er bis zu 130 km/h (ein Porsche 356 mit 1300-cm³-Motor von 1957 war mit 145 km/h nur unwesentlich schneller). Der Verkaufspreis von 3650 DM (1958–1960) oder 3725 DM (1961) war jedoch recht hoch, sodass nur wenige Exemplare gebaut wurden; die Angaben schwanken zwischen 320 und 950 Stück (als richtig anzunehmen ist die geringere Zahl). Die Oberste Nationale Sportkommission hat dem Fahrzeug keine Motorsport-Homologation erteilt, die eine Stückzahl von 400 Fahrzeugen voraussetzt. Die Tg-500-Fahrer fuhren nur gegeneinander. Höchstgeschwindigkeit war nicht das Wichtigste, sondern die außerordentlichen Fähigkeiten in den Kurven.
Ende 1961 lief die Fertigung des Tg 500 aus.

### Technische Daten
| Kenngrößen                              | FMR Tg 500                                                                                   |
| --------------------------------------- | -------------------------------------------------------------------------------------------- |
| Motor:                                  | Zweizylinder-Zweitaktmotor (Parallel-Twin), hinter der Hinterachse eingebaut                 |
| Kühlung:                                | Luftkühlung über je ein riemengetriebenes Kühlluftgebläse pro Zylinder                       |
| Hubraum:                                | 494 cm³                                                                                      |
| Bohrung × Hub:                          | 67 mm × 70 mm                                                                                |
| Verdichtung:                            | 6,5:1                                                                                        |
| Vergaser:                               | 1 Fallstrom-Dreistufen-Registervergaser, Bing 7/28/10                                        |
| Leistung:                               | 19,9 PS (14,6 kW) bei 5000/min                                                               |
| Maximales Drehmoment:                   | 33,3 Nm bei 4000/min                                                                         |
| Kraftübertragung:                       | 4-Gang mit H-Schaltung, nicht synchronisiert, Differenzial, Halbachsen mit Längenveränderung |
| Radaufhängung vorn:                     | Querlenker                                                                                   |
| Radaufhängung hinten:                   | Dreieckquerlenker                                                                            |
| Federung:                               | Gummidrehfedern vorn, Schraubenfedern hinten; Teleskopstoßdämpfer                            |
| Bremsen:                                | hydraulisch betätigte Trommelbremsen                                                         |
| Spurweite vorn/hinten:                  | 1110/1040 mm                                                                                 |
| Radstand:                               | 1885 mm                                                                                      |
| Wendekreisdurchmesser:                  | ca. 9,5 m                                                                                    |
| Reifengröße:                            | 4.40–10                                                                                      |
| Karosserie:                             | Rohrrahmen mit Bodenwanne; Stahlblechkarosserie                                              |
| Länge × Breite × Höhe:                  | 3000 mm × 1270 mm × 1245 mm                                                                  |
| Leergewicht (vollgetankt, ohne Fahrer): | ca. 390 kg                                                                                   |
| Zulässiges Gesamtgewicht:               | 560 kg                                                                                       |
| Verbrauch:                              | 5,7 l/100 km (Benzin-Öl-Gemisch)                                                             |
| Tankinhalt:                             | 30 l                                                                                         |
| Höchstgeschwindigkeit:                  | ca. 125 km/h                                                                                 |
| Beschleunigung 0–100 km/h:              | ca. 30 s                                                                                     |
| Preis 1961:                             | 3725 DM1                                                                                     |

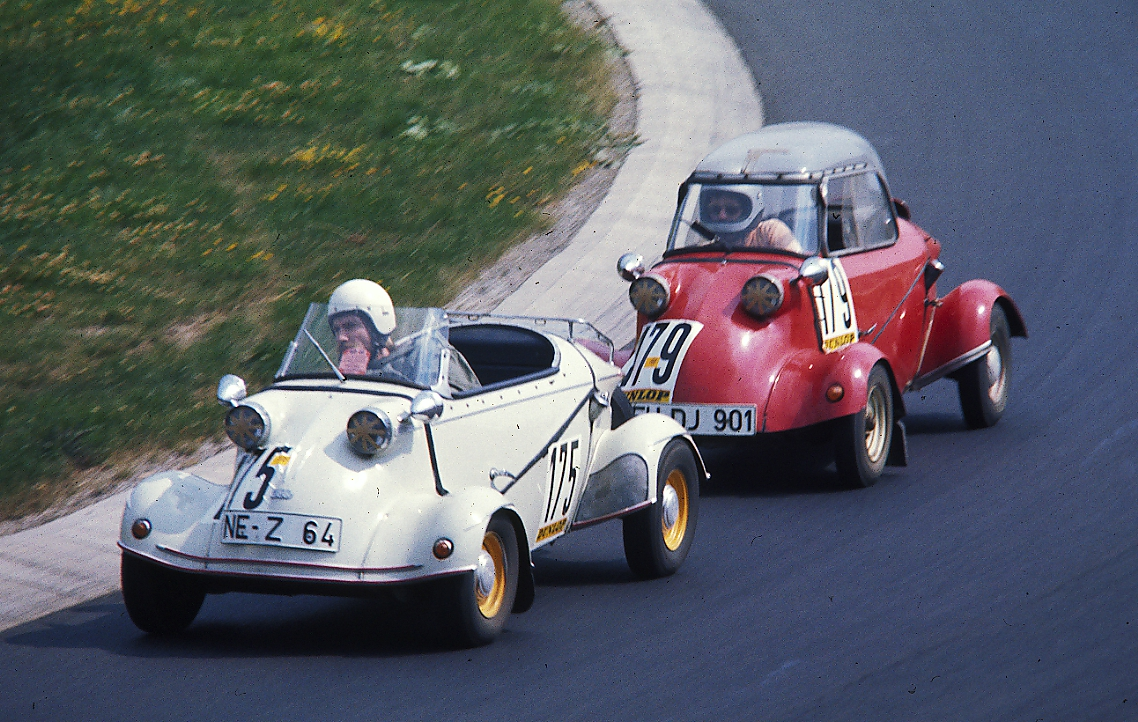
FMR Tg 500 im Renneinsatz auf dem Nürburgring

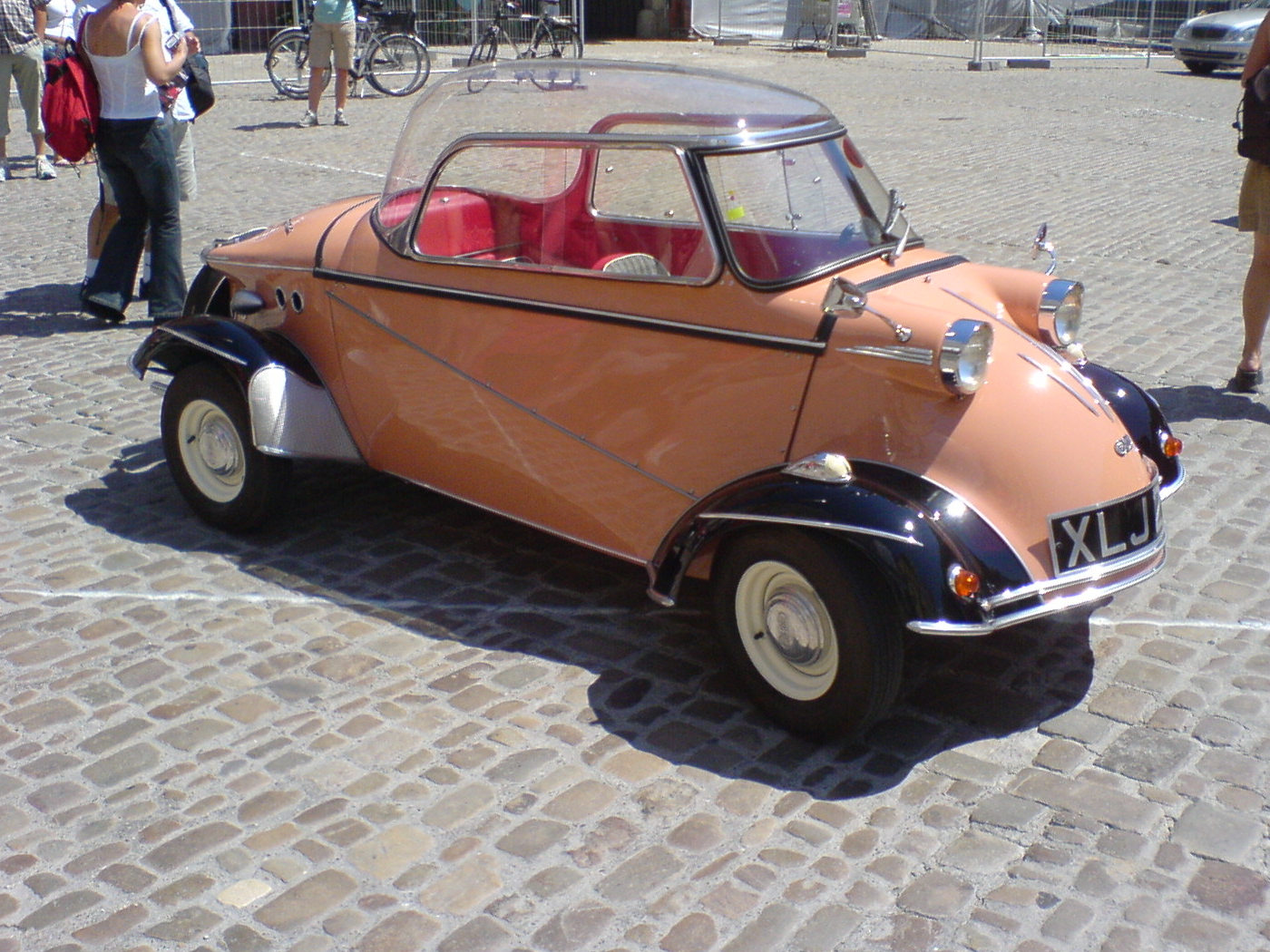
FMR Tg 500

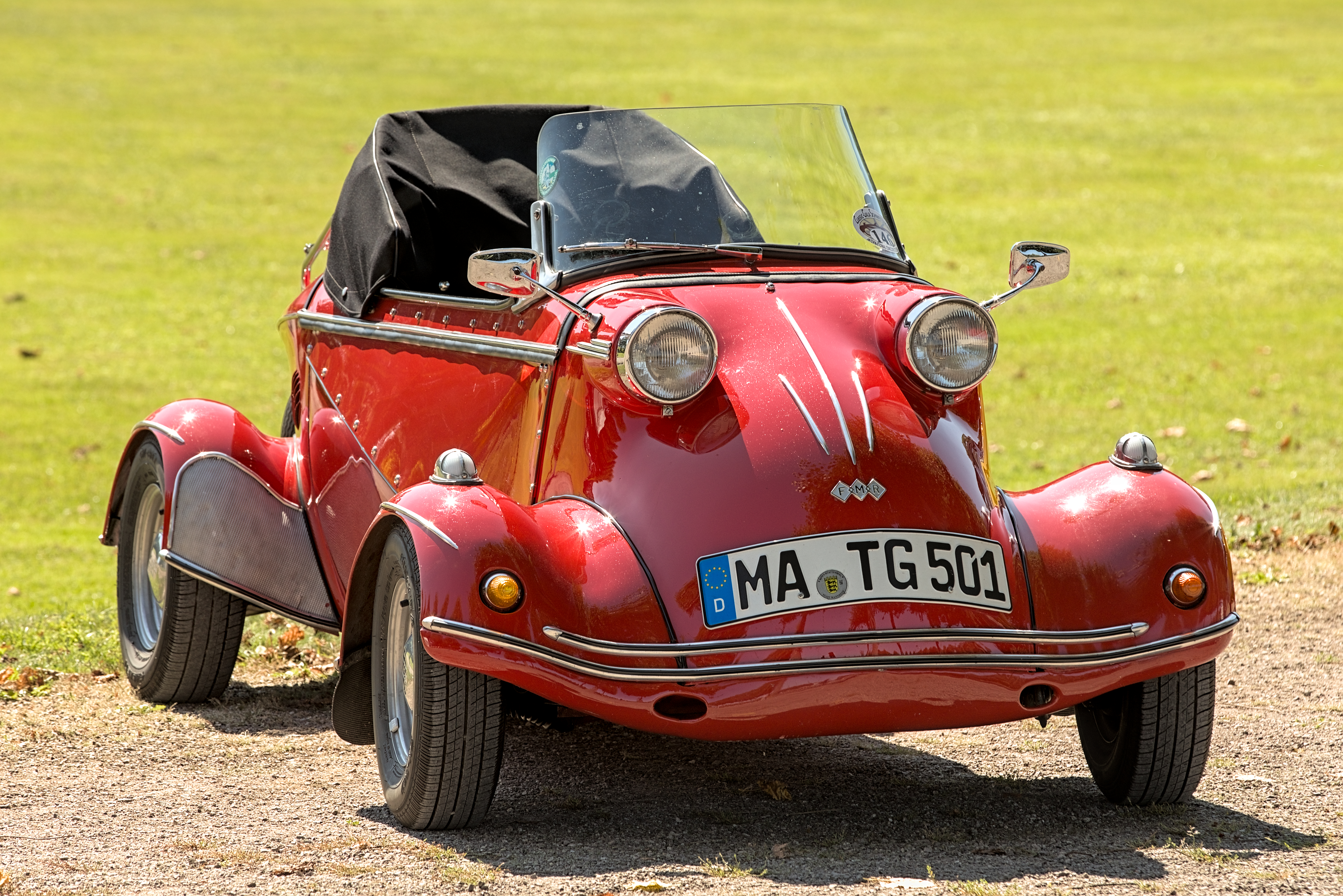
FMR Tg 500 Roadster

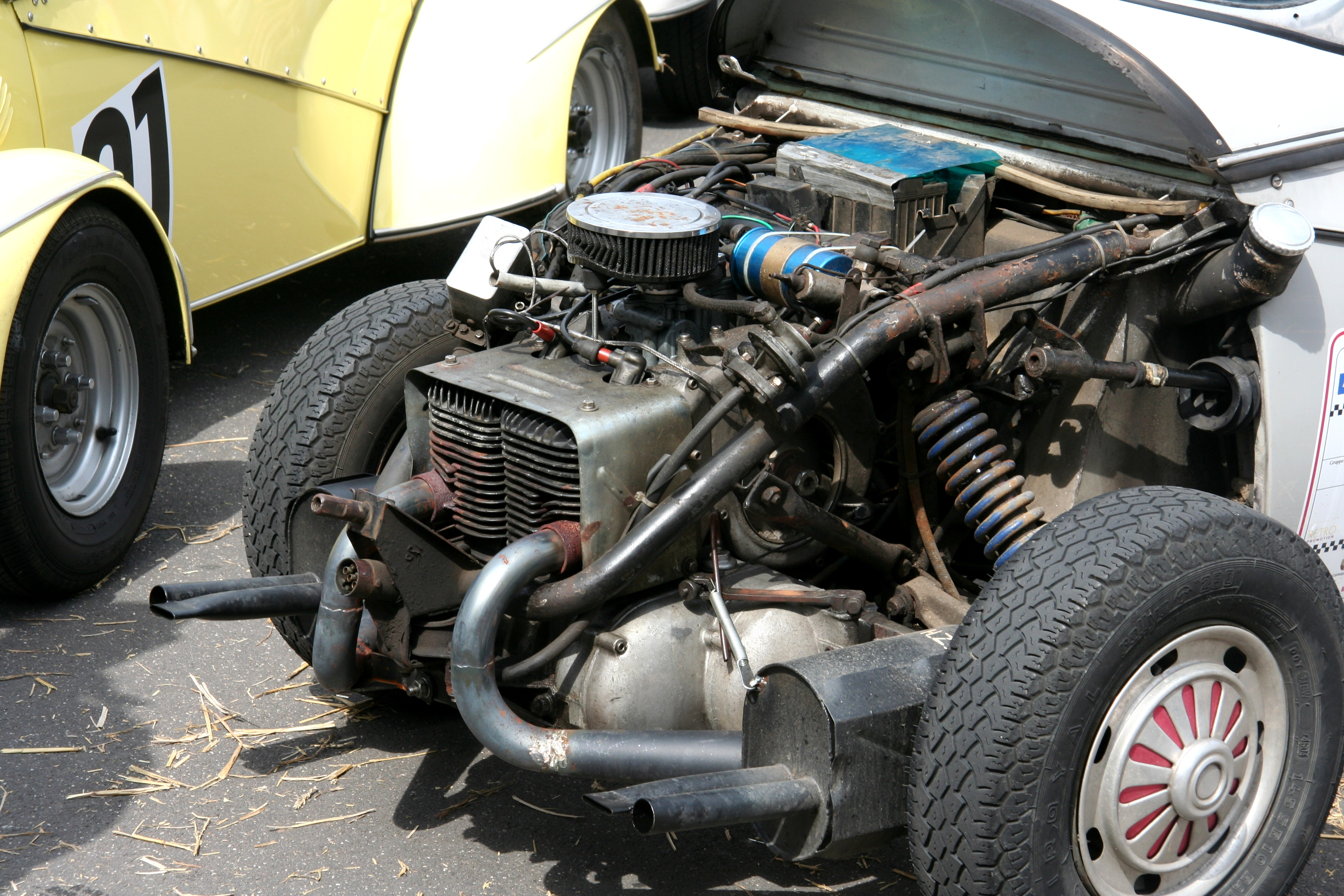
Motor des Tg 500

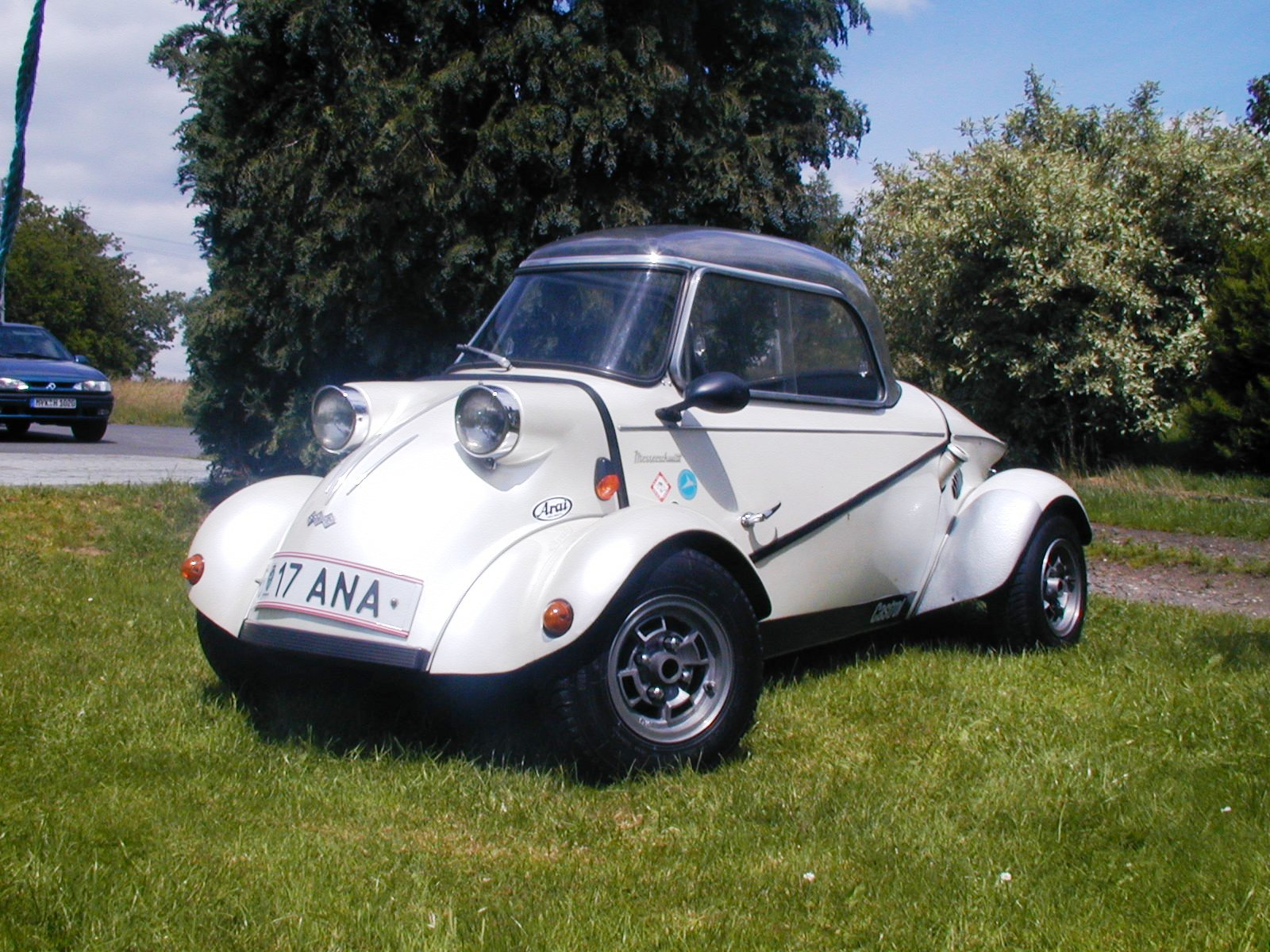
Tg 500 für den sportlichen Einsatz modifiziert

Je nach Quelle unterscheiden sich Leistungsdaten und Gewichtsangaben geringfügig.
1Inflationsbereinigt in heutiger Währung entspricht dies 10.100 Euro, der Betrag ist auf volle 100 Euro gerundet.

## Nachbauten

### Fend 2000
Fritz Fend selbst griff die Idee des Kabinenrollers in seinen letzten Lebensjahren in modernisierter Form wieder auf. Er stellte noch in den 1980er-Jahren den Fend 2000 vor. Es blieb jedoch bei einem Prototyp. Nach seinem Tod wurde das Projekt vollendet und erhielt als Unikat eine Straßenzulassung.

### Tiger T1
1994 entwickelte die Tiger Automobile GmbH in Bretten den Kabinenroller Tiger T1, bei dem der Messerschmitt-Kabinenroller Pate stand und der Tg des Fahrzeugmuseums Marxzell zur Abnahme der Form diente. Er wurde mit neuesten Techniken ausgestattet und sollte als exklusive Fahrzeug in einer limitierten Stückzahl gebaut werden. Das Fahrzeug wurde für 78.000 DM angeboten und hatte einen 1300 cm3 großen 4-Zylinder-Reihenmotor von Rover mit 64 PS. Es war mit etwa 700 kg fast doppelt so schwer wie das Original (Testbericht Cabrio 4/95) und blieb ein Einzelstück.

### Schmitt K.R.
Der englische Hersteller Tri-Tech, ursprünglich Lieferant von Ersatzteilen, vertrieb einen Messerschmitt-Nachbau unter dem Namen „Schmitt“, erhältlich als Bausatz (2650 Pfund) oder auch fertig zusammengebaut (ab £ 8800). Der Schmitt K.R. hatte einen Honda-Motor mit 250 cm³ Hubraum. 2010 existierte Tri-Tech infolge Insolvenz nicht mehr.
Das schwedische Start-up-Unternehmen Vehiconomics plante 2010 eine Wiederbelebung mit dem Namen „Smite“. Die Karosserie sollte aus Kunststoff bestehen und das Fahrzeug insgesamt „retro“ wirken. Als Antrieb waren wahlweise Benzin- oder Elektromotor vorgesehen. 2015 existierte Vehiconomics nicht mehr.

### JMA Messerschmitt
Seit 2021 baut der spanische Hersteller JMA Messerschmitt-Werke S.L.U. das Modell KR-202 mit Verbrennungsmotor und E-Antrieb. Ein zweites Modell, KR-300 ist in Planung.